# Дворац Блоа
Дворац Блоа (фр. Château de Blois) налази се у департману Лоар и Шер у долини Лоаре у северозападној Француској. То је била резиденција више француских краљева, и место где је Јованка Орлеанка дошла 1429. да прими благослов надбискупа Ремса пре него што је кренула у битку за ослобођење Орлеана од Енглеза. Дворац је био власништво краљевских породица Валоа и Орлеан, и резиденција француских краљева од 1498. до 1589. Архитектура дворца уједињује елементе преузете из четири стилске епохе.
Дворац је саграђен у центру насеља Блоа које је контролисао. Прву кулу на овом месту саградили су грофови Блоа у 10. веку. Утврђење је проширено у 13. веку. Последњи гроф Блоа продао је крајем 14. века ово утврђење породици Валоа. Дворац се састоји се из више зграда које окружују централно двориште, саграђених у периоду од 13. до 17. века. Најпознатија архитектонска карактеристика је спирално степениште у крилу Франсоа I.
Дворац Блоа су дограђовали краљеви: Луј XII, Франсоа I, Анри III, Анри IV и Гастон од Орлеана, брат Луја XIII. Последње измене урађене су по плановима архитекте Жила Мансара у 17. веку. После тога дворац пада у безначајност и заборав. У време Француске револуције дворац је опљачкан и оштећен, али је детаљно обновљен 1845. То је била прва рестаурација дворца у долини Лоаре у 19. веку и послужила је као модел за рестаурацију осталих здања.